# Mary Gervase
 Mary Gervase  (* 1888 in Roxbury (Boston), Vereinigte Staaten; † 1926) war eine US-amerikanische Mathematikerin. Sie promovierte 1917 als erste Frau an der Katholischen Universität von Amerika in Mathematik.

## Leben und Werk
Gervase wurde 1888 als Helen Agnes Kelley geboren. Sie absolvierte 1905 die St. Patrick’s High School und trat 1906 in die Community of the Sisters of Charity, Halifax (Nova Scotia), ein. Von 1908 bis 1913 unterrichtete sie an den Halifax Public Schools und erwarb während dieser Zeit Zertifikate an der Universität London. 1913 studierte sie am Catholic Sisters College der  Katholischen Universität von Amerika, wo sie 1914 den Bachelor-Abschluss und 1915 den Master-Abschlusserwarb. 1917 promovierte sie dort bei Aubrey Edward Landry als erste Frau an ihrer Alma Mater in Mathematik mit der Dissertation: On the Cardioids Fulfilling Certain Assigned Conditions.